# Sophronica alboapicalis
Sophronica alboapicalis är en skalbaggsart som beskrevs av Stefan von Breuning 1940. Sophronica alboapicalis ingår i släktet Sophronica och familjen långhorningar.
Artens utbredningsområde är Gabon. Inga underarter finns listade i Catalogue of Life.